# César for bedste original manuskript eller bearbejdelse
César for bedste original manuskript eller bearbejdelse er blevet uddelt siden 1976, med en pause i 1983-1985.
Siden 2006 er denne pris opdelt i 2 separate priser:
- César for bedste original manuskript – (César du meilleur scénario original)
- César for bedste bearbejdede manuskript – (César de la meilleure adaptation)

## Uddelinger
| År   | Film                                 | Manuskriptforfatter(e)                            |
| ---- | ------------------------------------ | ------------------------------------------------- |
| 1976 | Que la fête commencegens             | Bertrand Tavernier og Jean Aurenche               |
| 1977 | Le Juge et l'Assassin                | Jean Aurenche og Bertrand Tavernier               |
| 1978 | Providence                           | David Mercer                                      |
| 1979 | Le Dossier 51                        | Gilles Perrault og Michel Deville                 |
| 1980 | Buffet froid                         | Bertrand Blier                                    |
| 1981 | Den sidste metro                     | François Truffaut og Suzanne Schiffman            |
| 1982 | Garde à vue                          | Jean Herman, Michel Audiard og Claude Miller      |
| 1986 | Trois hommes et un couffin           | Coline Serreau                                    |
| 1987 | Thérèse                              | Camille de Casabianca og Alain Cavalier           |
| 1988 | Au revoir les enfants                | Louis Malle                                       |
| 1989 | La vie est un long fleuve tranquille | Étienne Chatiliez og Florence Quentin             |
| 1990 | Trop belle pour toi                  | Bertrand Blier                                    |
| 1991 | La Discrète                          | Jean-Pierre Ronssin og Christian Vincent          |
| 1992 | Delicatessen                         | Jean-Pierre Jeunet, Marc Caro og Gilles Adrien    |
| 1993 | La Crise                             | Coline Serreau                                    |
| 1994 | Smoking / No Smoking                 | Agnès Jaoui og Jean-Pierre Bacri                  |
| 1995 | Les Roseaux sauvages                 | André Téchiné, Olivier Massart og Gilles Taurand  |
| 1996 | Gazon maudit                         | Telsche Boorman og Josiane Balasko                |
| 1997 | Un air de famille                    | Cédric Klapisch, Agnès Jaoui og Jean-Pierre Bacri |
| 1998 | On connaît la chanson                | Agnès Jaoui og Jean-Pierre Bacri                  |
| 1999 | Le Dîner de cons                     | Francis Veber                                     |
| 2000 | Vénus Beauté (Institut)              | Tonie Marshall                                    |
| 2001 | Le Goût des autres                   | Agnès Jaoui og Jean-Pierre Bacri                  |
| 2002 | Sur mes lèvres                       | Jacques Audiard og Tonino Benacquista             |
| 2003 | Amen                                 | Costa-Gavras og Jean-Claude Grumberg              |
| 2004 | Les Invasions barbares               | Denys Arcand                                      |
| 2005 | L'Esquive                            | Abdellatif Kechiche og Ghalia Lacroix             |